# The Witches of Gambaga
The Witches of Gambaga (en español Las brujas de Gambaga) es un documental ghanés de 2011 dirigido por Yaba Badoe y producido por Amina Mama.

## Descripción
The Witches of Gambaga es un documental sobre una comunidad de mujeres ganhesas que viven exiliadas en un campamento de brujas en Gambaga, al norte del país, tras haber sido acusadas de brujería por sus familias.

## Contexto
El documental fue producida por la académica feminista nigeriana Amina Mama y la cineasta y escritora ghanesa Yaba Badoe, que también dirige y narra la película. Durante varias visitas a lo largo de 5 años, Badoe entrevistó a las mujeres, los gobernantes tradicionales y los activistas comunitarios de la región y llegó a filmar la ceremonia «secreta» en la que se decide la culpabilidad de las mujeres..
Ha sido proyectado en Ghana, Burkina Faso, Brasil, Sudáfrica, Kenia y en Europa y Estados Unidos.

## Reconocimientos
En 2010, el documental ganó el premio al mejor documental del Festival Internacional de Cine Negro y obtuvo el segundo premio en la categoría de documentales del mayor festival de cine de África, el Festival Panafricano de Cine y Televisión de Uagadugú, celebrado en Burkina Faso.
En 2011, la película participó en el Festival Internacional de Cine de Río de Janeiro. En 2012, se proyectó en el Festival de Cine Feminista de Londres.